# Eldunnia breviceps
Eldunnia breviceps är en tvåvingeart som beskrevs av Charles Howard Curran 1934. Eldunnia breviceps ingår i släktet Eldunnia och familjen lusflugor. Inga underarter finns listade i Catalogue of Life.